# Tombe du Typhon (Sovana)
Pour les articles homonymes, voir Tombe du Typhon.

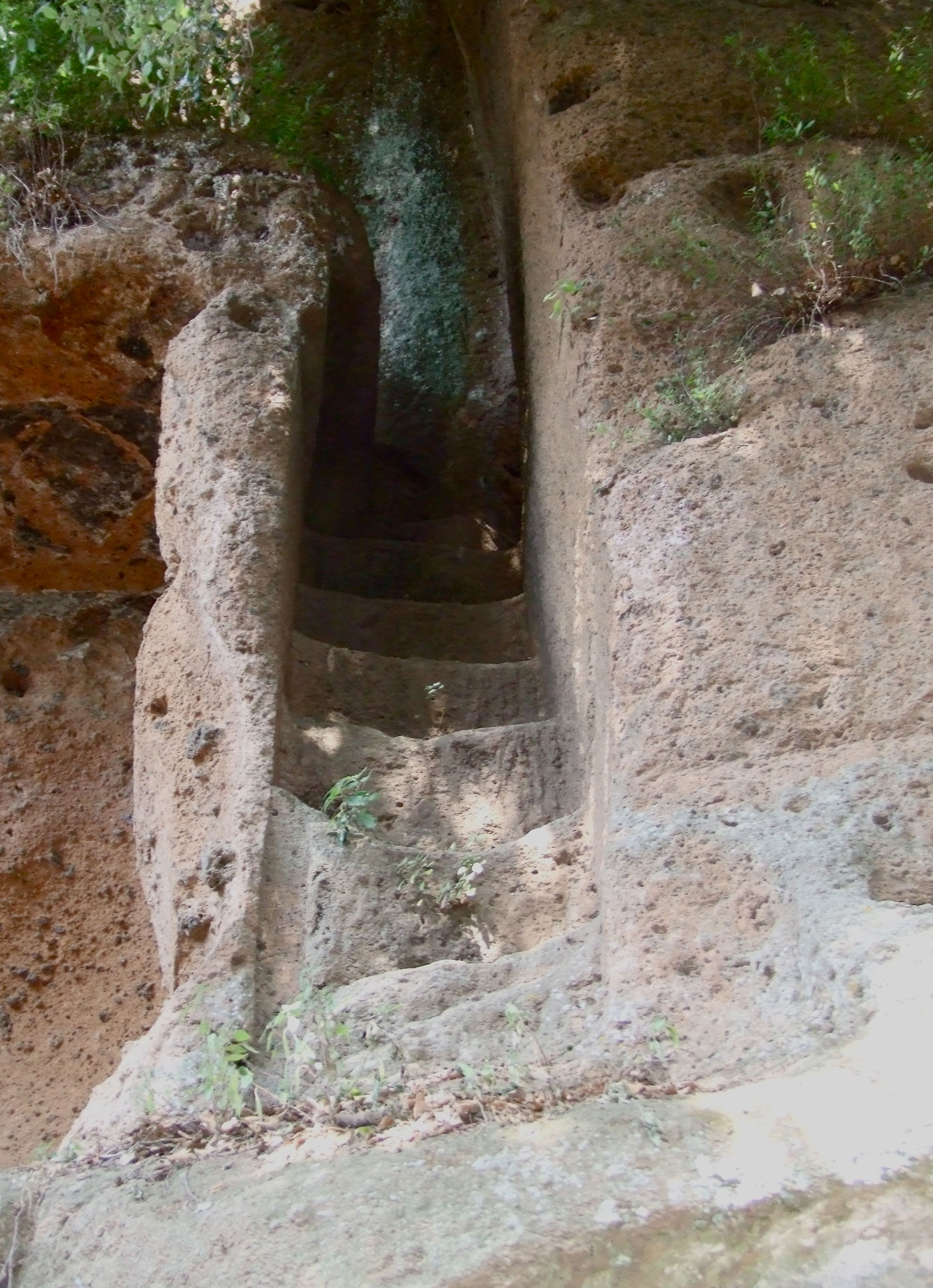
Escalier latéral encore accessible.

La Tombe du Typhon (Tomba del Tifone) est l'une des tombes étrusques du site du parc archéologique de  Sovana, l'Area archeologica di Sovana, situé en province de Grosseto.

## Description
Il s'agit d'une tombe a édicule, datant de la seconde moitié du  IVe siècle av. J.-C., creusée dans la paroi de tuf de la colline de Poggio Stanziale, dont le motif en bas-relief du fronton, entre deux pilastres privées de socle et de chapiteau,  représenterait (le relief étant très érodé par les éléments depuis sa création) un monstre marin : il  Typhon de la mythologie grecque, donc d'inspiration hellénistique, nom  donné  à la tombe par ses inventeurs au XIXe siècle
Comme en témoignent les traces de losanges peints sur le plafond de la niche, la tombe devait initialement être couverte de stuc polychrome.
Si un escalier latéral, également taillé dans le tuf,  permet de monter sur le sommet du monument, la chambre funéraire n'est plus accessible à cause de l'érosion.

## Sources
- Notice explicative de cette tombe sur le site.